# ベンジャミン・シグリスト
ベンジャミン・シグリスト（Benjamin Kevin Siegrist, 1992年1月31日 - ）は、スイス出身のサッカー選手。 セリエA・ジェノアCFC所属。ポジションはゴールキーパー。ベン・シグリスト、またはジーグリストとも表記される。

## 経歴

### アストン・ヴィラ
地元のチームでプレイ中、FCバーゼルのスカウトの目に留まりキャリアをスタート。
2009年1月、17歳の誕生日の直前にアストン・ヴィラへ加入。自身の希望だったタムワースFCへの期限付き移籍は実現しなかったものの、2010年のFAユースカップ準優勝、2011-12シーズンのプレミアリザーブリーグサウスディビジョンの優勝に貢献。

### 期限付き移籍
2013年11月28日、バートン・アルビオンFCへ期限付き移籍
2014年3月、ケンブリッジ・ユナイテッドFCへ期限付き移籍。ナショナルリーグ第35節、ソールズベリー・シティFC戦に出場しプロデビュー。加入後は3試合1失点と好調だったが負傷により以降の出場は無かった。
2015年5月、約1年間の負傷による長期離脱から復帰。同年10月、ソーリハル・ムーアズFCへ期限付き移籍。11月7日のローストフト・タウンFC戦にて複数回にわたり決定機を阻止しMOMに選出された。その後も好調を維持し2016年1月にはチームは首位に浮上、退団後にはリーグ優勝が決まった。
同年3月、ウィコム・ワンダラーズFCへ期限付き移籍。

### FCファドゥーツ
同年7月、移籍金25万ユーロでFCファドゥーツへ完全移籍。正GK候補として加入したものの、怪我の再発もあり2シーズンで公式戦は38試合出場に留まった。

### ダンディー・ユナイテッドFC
2018年7月、ダンディー・ユナイテッドFCへ完全移籍。加入当初は控えが多かったものの、監督交代後は正GKとして起用され続ける。
2020-21シーズン、スコティッシュ・プレミアシップにてリーグ最多セーブ数となる131セーブを記録。骨折により終盤の試合は欠場したにも関わらず、リーグの年間最優秀選手賞、選手が選ぶクラブ年間最優秀選手賞を受賞。
2021年2月、キルマーノックFC戦にて同クラブでの100試合出場を達成。
2022年6月、契約満了により退団。

### セルティックFC
2022年7月、セルティックFCに4年契約で加入。
約5ヶ月間の負傷離脱もありリーグ戦の出場は無くカップ戦の2試合出場に終わった。

### FCラピド1923
2024年7月24日、FCラピド1923に完全移籍。

### ジェノアCFC
2025年1月28日、ジェノアCFCへ期限付き移籍。

## 代表歴
スイス代表にはU-16世代から招集され続け、U-17やU-19、U-21世代に選出された。
2009年にはFIFA U-17ワールドカップで正GKとして活躍し優勝。この大会では初となる、最優秀ゴールキーパーに送られるゴールデングローブ賞を受賞した。
試合出場は無かったものの、2012年ロンドンオリンピックメンバーに選出された。

## 個人成績
| 国内大会個人成績   | 国内大会個人成績   | 国内大会個人成績   | 国内大会個人成績   | 国内大会個人成績 | 国内大会個人成績 | 国内大会個人成績 | 国内大会個人成績 | 国内大会個人成績 | 国内大会個人成績 | 国内大会個人成績 | 国内大会個人成績 |
| 年度               | クラブ             | 背番号             | リーグ             | リーグ戦         | リーグ戦         | リーグ杯         | リーグ杯         | オープン杯       | オープン杯       | 期間通算         | 期間通算         |
| 年度               | クラブ             | 背番号             | リーグ             | 出場             | 得点             | 出場             | 得点             | 出場             | 得点             | 出場             | 得点             |
| イングランド       | イングランド       | イングランド       | イングランド       | リーグ戦         | リーグ戦         | FLカップ         | FLカップ         | FAカップ         | FAカップ         | 期間通算         | 期間通算         |
| ------------------ | ------------------ | ------------------ | ------------------ | ---------------- | ---------------- | ---------------- | ---------------- | ---------------- | ---------------- | ---------------- | ---------------- |
| 12-13              | アストン・ヴィラ   | 1                  | プレミア           | 0                | 0                | 0                | 0                | 0                | 0                | 0                | 0                |
| 13-14              | バートン           | 1                  | EFL2               | 0                | 0                | -                | -                | 0                | 0                | 0                | 0                |
| 13-14              | ケンブリッジ       | 21                 | ナショナル         | 3                | 0                | -                | -                | 0                | 0                | 3                | 0                |
| 15-16              | ソーリハル         | ⠀                  | ナショナル・ノース | 14               | 0                | -                | -                | 0                | 0                | 14               | 0                |
| 16-17              | ウィコム           | 25                 | EFL2               | 1                | 0                | -                | -                | 0                | 0                | 1                | 0                |
| リヒテンシュタイン | リヒテンシュタイン | リヒテンシュタイン | リヒテンシュタイン | リーグ戦         | リーグ戦         | リーグ杯         | リーグ杯         | オープン杯       | オープン杯       | 期間通算         | 期間通算         |
| 16-17              | ファドゥーツ       | 22                 | スーパー           | 27               | 0                | 2                | 0                | 0                | 0                | 29               | 0                |
| 17-18              | ファドゥーツ       | 22                 | チャレンジ         | 5                | 0                | 2                | 0                | 0                | 0                | 7                | 0                |
| スコットランド     | スコットランド     | スコットランド     | スコットランド     | リーグ戦         | リーグ戦         | S・リーグ杯      | S・リーグ杯      | スコティッシュ杯 | スコティッシュ杯 | 期間通算         | 期間通算         |
| 18-19              | ダンディー         | 1                  | チャンピオンシップ | 27               | 0                | 2                | 0                | 3                | 0                | 32               | 0                |
| 19-20              | ダンディー         | 1                  | チャンピオンシップ | 28               | 0                | 3                | 0                | 2                | 0                | 33               | 0                |
| 20-21              | ダンディー         | 1                  | プレミアシップ     | 31               | 0                | 0                | 0                | 0                | 0                | 31               | 0                |
| 21-22              | ダンディー         | 1                  | プレミアシップ     | 29               | 0                | 5                | 0                | 3                | 0                | 37               | 0                |
| 22-23              | セルティック       | 31                 | プレミアシップ     | 0                | 0                | 2                | 0                | 0                | 0                | 2                | 0                |
| 23-24              | セルティック       | 31                 | プレミアシップ     | 0                | 0                | 0                | 0                | 0                | 0                | 0                | 0                |
| ルーマニア         | ルーマニア         | ルーマニア         | ルーマニア         | リーグ戦         | リーグ戦         | リーグ杯         | リーグ杯         | ルーマニア杯     | ルーマニア杯     | 期間通算         | 期間通算         |
| 24-25              | ラピド             | 1                  | リーガ1            | 13               | 0                | 0                | 0                | 0                | 0                | 13               | 0                |
| イタリア           | イタリア           | イタリア           | イタリア           | リーグ戦         | リーグ戦         | イタリア杯       | イタリア杯       | オープン杯       | オープン杯       | 期間通算         | 期間通算         |
| 24-25              | ジェノア           | 31                 | セリエA            | 2                | 0                | 0                | 0                | 0                | 0                | 2                | 0                |
| 総通算             | 総通算             | 総通算             | 総通算             | ⠀                | ⠀                | ⠀                | ⠀                | ⠀                | ⠀                | ⠀                |                  |

## タイトル

### スイス代表
- FIFA U-17ワールドカップ : 2009

### FCファドゥーツ
- リヒテンシュタイン・カップ : 2回 (16-17、17-18)

### ダンディー・ユナイテッドFC
- スコティッシュ・チャンピオンシップ : 19-20

### セルティックFC
- スコティッシュリーグカップ : 22-23
- スコティッシュカップ : 22-23
- スコティッシュ・プレミアシップ : 2回 (22-23、23-24)

## 人物
2025年6月4日、自身のInstagramにて、オーストラリアでメディアパーソナリティとして活動するブリタニー・ホックリーとの結婚を発表した。